# Lucien Becker
Pour les articles homonymes, voir Becker.
Lucien Becker (Béchy, 31 mars 1911 - Vandœuvre-lès-Nancy, 25 janvier 1984) est un poète français, ami de Léopold Sédar Senghor et de Jean Rousselot.

## Biographie
Lucien Philibert Becker est le fils de Pierre Becker et sa femme Marie-Laurence, née Paté. Lucien a deux sœurs : Marie Marcelle, née en 1910, et Marie Laurence, née en 1912. Son père étant tué au début de la Guerre de 1914, il passe son enfance chez sa grand-mère maternelle. Il poursuit ses études au Lycée de Metz puis devance son appel dans l’armée. Il est envoyé en Syrie, mais est rapatrié pour ennuis de santé. Inscrit à la faculté de droit de Nancy, il y rencontre Léopold Sédar Senghor avec lequel il se lie d’amitié. En 1936, il entre dans l’administration après avoir réussi le concours de commissaire de police et il épouse Yvonne Chanot. Il se remet à écrire après huit années de silence. La Guerre de 1939-1945 oblige le couple à fuir à Marseille. Durant cette période, comme chef de service au ministère de l’Intérieur, il aide de nombreuses personnes, dont ses amis juifs, à fuir vers l’étranger ; il entre en contact avec le maquis du Vercors. Il finit ses jours à Dieuze et meurt à l’hôpital de Nancy le 25 janvier 1984.

## Oeuvre
Il publie son premier recueil (Cœur de feu) en 1929, alors qu’il est au lycée de Metz. Ses poèmes ont d'ailleurs été salués par René Char et publiés dans la revue Méridiens. L'influence du Surréalisme y est sensible, et aussi celle de Pierre Reverdy. Il donnera ensuite plusieurs recueils (Passager de la terre, 1938 ; Le Monde sans joie, 1945 ; Si beaux tous les regards, 1946 ; Rien à vivre, 1948 ; Le désir n'a pas de légende, 1950 ; Plein Amour, 1954 ; etc.), où il établit entre les objets, les éléments de la nature, le sang de l'homme et ses rêves, des correspondances et des échanges constants, souvent insolites, parfois érotiques, en vers irréguliers mais d'une sûre économie. 
Le climat de sa poésie est généralement triste, pathétique, voire oppressant. C'est celui de la solitude et de l'absurdité existentielles ; l'homme y erre comme "un chien à la recherche de son nom"; les portes ne s'y "ouvrent bien qu'au passage des morts". Une seule lampe y brille, c'est le corps de la femme, mais les mots d'amour n'ont pas plus de sens qu'une belle moisson qu'on va couper. 
L’un d’eux est préfacé par Henry de Montherlant (Feuillets parfumés de jasmin). En 1931, Ses poèmes paraissent dans les revues de la « résistance poétique ». À la fin de la guerre, il est affecté aux Renseignements généraux à Paris où son épouse ouvre une librairie. Prenant ses distances avec les milieux littéraires, il publie en 1961 son dernier recueil (L’été sans fin) avant de rompre définitivement avec la poésie.

## Publications
- La Tête sans liberté, Éd. Sagesse, 1938
- Le grand cadavre blanc, Les Feuillets de L'Îlot, 1940. Préface de Maurice Fombeure.
- L'Homme quotidien, M. Audin, 1941
- La Solitude est partout, M. Audin, 1942
- Le Monde sans joie, Gallimard, 1945
- Rien à vivre, Gallimard, 1947
- Les Pouvoirs de l'amour, P.-A.B., 1952
- Plein Amour, Gallimard, 1954
- L’Été sans fin, Éd. de la Chauméane, Aurillac, 1961
- Passager de la terre, Voix d'encre, 1993
- Toujours toi, Voix d'encre, 2004
- Les plus beaux jours, Voix d'encre, 2007

Son Œuvre rassemblée a été publiée par les Éditions de la Table Ronde (Rien que l’Amour, 1997) sous la coordination de Guy Goffette.
Cinq poèmes (Un homme aux yeux bandés, Il faut aimer, La vie est belle, Loin des villages, Le soleil est dans les pierres) figurent dans l'Anthologie des poètes de la nrf - Gallimard - 4ème trimestre 1958.

## Sources
- Lucien Becker et nous, numéro spécial no 8-9 de la revue Les Hommes sans épaules dirigée par Jean Breton, avec la participation d'une cinquantaine d'écrivains dont Jean Paulhan, Marcel Jouhandeau, Albert Camus, Henri Rode, Alain Bosquet, Marcel Béalu, Jean Follain, Pierre Emmanuel, Léopold Sédar Senghor, Serge Brindeau, Pierre Chabert, Gaston Puel, Marc Alyn, Claude Vigée ou Jacques Réda, 1956
- Gaston Puel, Lucien Becker, coll. Poètes d'aujourd'hui no 86, Seghers, 1962
- Les poètes du XXème siècle : Béalu, Becker, Bérimont, Borne, Chabert, Decaunes, Humeau, Rousselot, Roy, no 123-124 de la revue Poésie 1, avril-juin 1985
- Dictionnaire de la poésie française contemporaine, Jean Rousselot, Auge, Guillon, Hollier -Larousse, Mooreau et Cie.-Librairie Larousse, Paris, 1968